# 瓦利爾帕奇 (伊利諾伊州)
瓦利爾帕奇（英語：Valier Patch）是位於美國伊利諾伊州富蘭克林縣的一個非建制地區。該地的面積和人口皆未知。

## 地理
瓦利爾帕奇的座標為38°01′36″N 89°02′12″W / 38.02667°N 89.03667°W，而該地的平均海拔高度為131米（即430英尺）。